# DJ Aaron
DJ Aaron (* 1985; eigentlich Aaron Müller) ist ein deutscher DJ und Partyschlagersänger. Er ist derzeit Resident-DJ im Bierkönig.

## Leben
Aaron Müller legte sein Fachabitur in Idar-Oberstein ab und machte anschließend eine Ausbildung in einer Werbeagentur. In seiner Freizeit legte er als DJ auf. 2010 ging er als Promoter nach Platja de Palma, wo er zunächst als Anheizer in Krümels Stadl in Peguera arbeitete. Dort leitete er auch kurzfristig eine Bar, bevor er 2012 seinen ersten Vertrag als DJ erhielt. Er legte zunächst einmal die Woche im Bierbrunnen in Cala Rajada und sechsmal pro Woche in anderen Feierlokalen in Cala Millor auf. Es folgte ein Vertrag als Zweit-DJ im Bierbrunnen. In der Wintersaison bediente er die Après-Ski-Partys in Österreich.
2016 folgten die ersten Probleme wegen seines gestiegenen Alkoholkonsums. Er verlor seinen Job im Bierbrunnen und wurde kurzzeitig obdachlos. Er versuchte sich als DJ auf der Aida und auf Mein Schiff, verlor diese Stellen aber recht schnell wieder. 2017 konnte er als Haupt-DJ in den Bierbrunnen zurückkehren. Die Corona-Pandemie überbrückte er mit Kurzarbeitergeld. Als er im Frühsommer 2021 zurück in den Bierbrunnen kam, ging es ihm gesundheitlich schlecht. Er machte zunächst einen kalten Entzug und begann dann eine Langzeittherapie in Deutschland. Seit dem Juni 2021 ist er trocken.
Im Februar 2022 kehrte er nach Mallorca zurück und wurde Resident-DJ im Bierkönig. Über seine Erfahrungen als Alkoholiker sprach er mit der Mallorca Zeitung und in der Bunten.
2022 veröffentlichte er zusammen mit dem Bierkapitän und Andy Luxx die Single Lea, der am 19. August 2022 Platz 23 der deutschen Charts erreichte. Es handelte sich um seinen ersten Song, bei dem er auch als Sänger auftrat.

## Diskografie
- 2022: Lea (mit Bierkapitän und Andy Luxx)